# Fantasía sexual

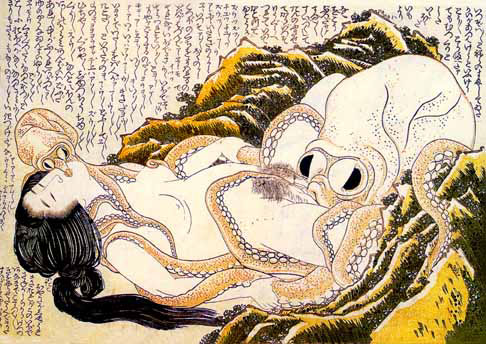
El sueño de la esposa del pescador, de Hokusai, es una representación artística de una fantasía sexual.

Una fantasía sexual o fantasía erótica es un patrón de pensamiento o imagen mental autoerótica que provoca la sexualidad de una persona y puede crear o aumentar la excitación sexual, cualquier imagen mental que resulte sexualmente excitante o erótica para una persona. Una fantasía sexual puede ser creada por la imaginación o la memoria de la persona, y puede desencadenarse de forma autónoma o por estimulación externa, como la literatura erótica o la pornografía, un objeto físico o por la atracción sexual hacia otra persona. Cualquier cosa que pueda dar lugar a sentir excitación sexual también puede producir una fantasía sexual, y la excitación sexual puede a su vez dar lugar a fantasías.
Las fantasías sexuales son casi universales y se dan en muchas sociedades de todo el mundo. Encuestas han revelado que la mayoría de las personas afirman tener fantasías sexuales al menos de vez en cuando y que hacen uso de ellas por una amplia gama de razones, tales como mantener o aumentar la excitación sexual, satisfacer necesidades sexuales y emocionales insatisfechas, o reducir el estrés y el aburrimiento. Las fantasías sexuales pueden ejercer de esta manera una influencia importante en el funcionamiento y satisfacción sexual de las personas, y parecen también ser reveladoras de la relación general de una persona con su propia sexualidad.Sin embargo, debido a la naturaleza de algunas fantasías, la puesta en práctica real de las mismas es mucho menos común, debido a restricciones culturales, sociales, morales y religiosas. En algunos casos, incluso hablar sobre fantasías sexuales está sujeto a tabúes e inhibiciones sociales. Para algunas personas es conveniente llevar a la práctica sus fantasías a través de juegos de rol sexuales. Las personas pueden asimismo encontrar validación de una fantasía sexual personal viendo cómo la fantasía es representada o discutida en películas, normalmente de naturaleza pornográfica. Una fantasía puede ser una experiencia positiva o negativa, o incluso ambas a la vez. Puede ocurrir en respuesta a una experiencia pasada y puede influir en el comportamiento sexual futuro. Es posible que una persona no desee llevar a la práctica una fantasía sexual en la vida real y, puesto que el proceso es totalmente imaginario, no está limitado a fantasías aceptables o prácticas, lo que puede ofrecer información sobre los procesos psicológicos que subyacen al comportamiento sexual, incluyendo la comisión de delitos sexuales.
Las fantasías sexuales se producen, pues, de forma voluntaria o involuntaria en nuestra mente. Si bien las fantasías sexuales son poco comentadas con otras personas, o no mencionadas en absoluto, son bastante comunes. Estas comienzan con la pubertad y suelen acompañar al ser humano durante toda su existencia. A pesar de la popular creencia de que el varón es el que tiene mayor actividad sexual y por consiguiente más fantasías sexuales, se ha probado que hombres y mujeres fantasean al mismo nivel, solo que en diferente forma.
Al encontrarse en nuestra imaginación, las fantasías sexuales pueden perder el efecto estimulante que tienen en caso de llevarse a la práctica, pues la idealización que permite nuestra mente evita detalles que en la práctica harían de una fantasía algo muy difícil de concretar o quizás hasta imposible de realizar.
El hecho de que una persona emplee una fantasía sexual no presume necesariamente que desee llevarla a la práctica. En gran número de ocasiones las fantasías se oponen a la naturaleza del ser humano, a las creencias y a la escala de valores de quien las evoca pero como lo único que compromete es la imaginación, se las acepta.
Hay casos de personas que las han llevado a la práctica, pero ya en terrenos reales tales acciones han perdido mucho de la magia que poseían en la mente. Paradójicamente una fantasía puede convertirse en una mala experiencia si se hace realidad. En el mismo renglón se encuentra el compartirla o no con la pareja, pues al tornarla de los demás, pierde ese toque de exclusividad. La opción de hacer realidad o compartir las fantasías queda al libre albedrío. Lo más importante de todo esto es destacar a la fantasía como afrodisíaco y el único antídoto efectivo para contrarrestar la realidad. 
Otro punto que vale la pena aclarar es que es muy común confundir a la fantasía con el deseo sexual, ya que ambos conceptos se circunscriben meramente al marco mental sobre el mismo contexto, la sexualidad, sin embargo mientras la primera se refiere a la evocación de una «situación ficticia», el deseo es el anticipo de una «situación real». Aunque también puede darse el caso de que el deseo tenga su origen en una fantasía, es importante dejar claro que no son lo mismo; ya que esto último puede ser indicio de la presencia de alguna «parafilia».

## Fantasías comunes
La incidencia de fantasías sexuales es casi universal, pero varía en función del sexo, la edad, la orientación sexual y la sociedad. Sin embargo, debido a que la investigación sobre este tema depende del recuerdo retrospectivo de las personas, y está influenciada por sesgos de respuestas y tabúes sociales y culturales, existe una dificultad inherente a la medición de la frecuencia de los tipos de fantasías.Lehmihler y Gormezano (2023) destacan siete temas principales que parecen caracterizar a la mayoría de las fantasías sexuales: (1) tener sexo con varias parejas a la vez, (2) BDSM (bondage, disciplina, dominación, sumisión, sadismo, masoquismo), (3) tener experiencias sexuales novedosas y excitantes, (4) hacer algo tabú o prohibido, (5) practicar la no monogamia, (6) pasión, romance y satisfacción emocional, y (7) explorar la propia identidad o expresión sexual o de género. Las fantasías sexuales de la mayoría de las personas parecen reflejar alguna variación de uno o más de estos temas, que pueden combinarse de muchas maneras.
En general, las fantasías más comunes para hombres y mujeres incluyen revivir una experiencia sexual excitante, imaginar el sexo con la pareja actual e imaginar el sexo con una pareja diferente. No hay diferencias consistentes en la popularidad de estas tres categorías de fantasías. Las siguientes fantasías más frecuentes son el sexo oral, el sexo en un lugar romántico, el poder sexual o la irresistibilidad y la violación.
Según una encuesta realizada en 2004 en Estados Unidos, la incidencia de ciertas fantasías es mayor que su realización en la vida real:
| Fantasía           | Llevada a la práctica (%) | Fantasear sobre ella (%) |
| ------------------ | ------------------------- | ------------------------ |
| Infidelidad        | 16                        | 30                       |
| Trío               | 14                        | 21                       |
| Sexo en el trabajo | 12                        | 10                       |

Como describen Lehmihler y Gormezano (2023), muchas fantasías que solían considerarse parafílicas (es decir, inusuales) en realidad parecen ser bastante comunes, en particular el voyerismo, el fetichismo, el frotismo y el masoquismo. Según Lehmihler y Gormezano, el exhibicionismo también parece ser común, pero sólo cuando se le define como sexo en público o sexo en el que existe el riesgo de ser visto; la forma estricta y clínica de exhibicionismo (es decir, mostrarse desnudo en público sin el consenso de las personas) parece ser poco común. Independientemente de la prevalencia real de una fantasía determinada, percibir que las fantasías propias son raras o poco comunes se asocia con mayores sentimientos de vergüenza y culpa por ellas, lo que puede dificultar el funcionamiento sexual en general.

## Propósitos
Las fantasías se dan casi en todas las personas y pueden ocurrir en cualquier momento del día, aunque se ha sugerido que son más comunes entre quienes sueñan despiertos con frecuencia. Las fantasías sexuales son frecuentes durante la masturbación, aunque esto puede ser más cierto para los hombres que para las mujeres. Las personas suelen utilizar las fantasías para ayudar a planificar futuros encuentros sexuales,pero asimismo una persona puede no tener ningún deseo de llevar a cabo una fantasía sexual.
Los escenarios de las fantasías sexuales varían mucho de una persona a otra y están influidos por deseos y experiencias personales, pudiendo ir de lo mundano a lo estrambótico. Las fantasías se utilizan con frecuencia para escapar de las restricciones sexuales de la vida real imaginando escenarios poco plausibles (p. ej., el sexo con alguien famoso o un personaje de ficción), o en escenarios improbables por tabúes sociales (p. ej., la infidelidad), o incluso escenarios peligrosos o ilegales (p. ej., violaciones, castraciones o secuestros). Las fantasías permiten a las personas imaginarse a sí mismas en roles que normalmente no tienen, como situaciones de poder, inocencia o culpa. Las fantasías tienen una enorme influencia en el comportamiento sexual y pueden ser la causa única de un orgasmo. Aunque hay varios temas comunes en las fantasías, esencialmente cualquier objeto o acto puede erotizarse.
Durante un contacto sexual, algunas personas pueden usar sus fantasías para «apagar» aspectos indeseables del acto. A la inversa, una persona puede usar la fantasía para concentrarse y mantener la excitación, por ejemplo un hombre que fantasea mientras recibe una felación ignorando una distracción.
Las fantasías sexuales son vistas cada vez más un componente necesario para una relación de pareja sana. Muchas parejas comparten sus fantasías para sentirse más cerca y ganar más intimidad y confianza, o simplemente para excitarse más o conseguir una respuesta física más potente. Algunas parejas comparten fantasías como una forma de relación sexual sin penetración; esto se ha ofrecido como una explicación para el auge del BDSM durante la década de 1980, en el sentido de que para evitar contraer el VIH, la gente recurrió al BDSM como una salida segura para sus fantasías sexuales. Las parejas también pueden llevar a cabo sus fantasías sexuales a través de juegos de rol sexuales. En consecuencia, los teóricos han argumentado que las fantasías pueden utilizarse para fomentar y promover el placer sexual entre los miembros de la pareja, y se utilizan a menudo como parte de la terapia sexual.Las fantasías sexuales pueden realzar actos sexuales insuficientemente excitantes para promover niveles más altos de excitación y liberación sexual. Un estudio de 1986 que analizó a mujeres casadas indicó que las fantasías sexuales las ayudaban a alcanzar la excitación y el orgasmo.Fantasear sexualmente con la propia pareja contribuye no sólo al deseo de tener relaciones sexuales con esta pareja, sino también a participar en comportamientos no sexuales que promueven la relación.  Como parte de la terapia, se suele animar a las mujeres anorgásmicas a utilizar la fantasía y la masturbación.
Además, los investigadores han descubierto una correlación positiva entre las fantasías sexuales y el aumento en la frecuencia de los orgasmos, la excitación y la satisfacción general. Los beneficios relativos de las fantasías sexuales se resumen en una afirmación de Stroller: «las fantasías sexuales son una pornografía privada en la que ensayamos una y otra vez necesidades que son casi imposibles de satisfacer en el sexo real». Por lo tanto, fantasear sexualmente permite a un individuo satisfacer deseos que no pueden alcanzarse de forma realista. En este sentido, los investigadores afirman que fantasear con relaciones sexuales extramaritales o con múltiples parejas está positivamente correlacionado con relaciones de larga duración. Fantasear con alguien distinto a la propia pareja no parece disminuir el deseo de mantener relaciones sexuales con la pareja ni otros comportamientos que promueven la relación, ni aumentar comportamientos lesivos para la relación.
Las fantasías sexuales también pueden utilizarse para resolver dificultades relacionales, en contraposición a la insatisfacción sexual. En tanto muchas parejas no logran mantener el deseo sexual en sus relaciones a largo plazo, esta disminución del deseo sexual por la pareja puede suscitar dudas sobre si uno ama o es amado por la propia pareja, lo que a menudo conduce al deterioro de la relación y la ruptura, y se ha sugerido que las fantasías sexuales pueden ser de ayuda. Así pues, las fantasías sexuales se consideran un medio para combatir la insatisfacción sexual.Por ejemplo, se observó que mujeres en matrimonios con problemas fantaseaban con mucha más frecuencia que las mujeres felizmente casadas. La creación de escenarios hipotéticos puede utilizarse como mecanismo de afrontamiento, sobre todo por parte de las mujeres, para manejar el estrés y el malestar. Como tales, las fantasías permiten a los individuos entrar en un nuevo reino (p. ej., experimentar una posición de poder, inocencia o culpabilidad) que contrasta con la fuente de angustia y aumenta los sentimientos de autoestima.

### Según el psicoanálisis
En el psicoanálisis, las fantasías sexuales aluden a todas aquellas representaciones mentales creadas en el ámbito de lo inconsciente que tienen como tema principal las relaciones sexuales. Sigmund Freud las definió como «representaciones no destinadas a ejecutarse».Freud (1908/1962) sostuvo que las fantasías sexuales suelen estar motivadas por deseos insatisfechos y, por tanto, cumplen una función compensatoria.

### Según la teoría del apego
La teoría del apego de Bowlby (1969/1982) afirma que la ausencia de figuras de apego adecuadas puede devastar la autoestima, y en consecuencia es probable que las fantasías sexuales sigan temas relacionados con el apego.Se sugiere desde esta perspectiva que personas con estilos de apego más ansiosos utilizan el sexo para alcanzar una seguridad emocional. En consecuencia, estas personas podrían mantener relaciones sexuales por un anhelo de intimidad sexual, y podrían aumentar la frecuencia de la conducta sexual en condiciones que cuestionan el estado de su relación sentimental.Las personas ansiosamente apegadas utilizarían el sexo como una forma de satisfacer sus intensas necesidades de seguridad personal e intimidad emocional relacionadas con el apego,   pero en tanto las experiencias sexuales no suelen satisfacer sus expectativas poco realistas sobre una relación, pueden sentir frustración sexual o sentimientos de distanciamiento y alienación.Estas experiencias aversivas migrarían luego a sus fantasías sexuales en forma de en forma de temas de distancia interpersonal y hostilidad, que se verían especialmente marcados cuando hay amenazas relacionales (por ejemplo, infidelidad de la pareja).   Se ha observado que personas con apego ansioso presentan un número significativamente mayor de fantasías sexuales y que el contenido de sus fantasías sexuales a menudo involucra  un deseo de sentir intimidad, además de que se representan a sí mismos en ellas como débiles, dependientes e indefensos/as, al menos en ciertas circunsatancias, y a las personas con las que fantasean como afectuosas y complacientes.
Por el contrario, el tipo de apego evitativo es aprensivo respecto a la intimidad que suponen las relaciones sexuales, y tales personas tomarán medidas activas para evitar sentimientos de cercanía. Las personas con apego evitativo separan la actividad sexual de la intimidad emocional,una postura emocionalmente distante que se haría evidente en sus fantasías sexuales cotidianas alrededor del sexo sin emociones y temas de alienación y agresión. Los patrones de conducta sexual en este caso incluyen relaciones sexuales sin ataduras emocionales y con parejas ocasionales, practicar sexo para promocionarse y sentimientos de desapego durante el coito.  Las personas con tipos de apego evitativo presentan fantasías en las que las relaciones se consideran frías, insensibles e impersonales, más deseos de escapar de la realidad, y mayor tendencia a mostrarse como agresivo/a o alienado.
Como tales, desde la perspectiva de la teoría del apego, las fantasías sexuales cumplen la función principal de satisfacer los objetivos interpersonales a través del modo de representación mental.

### Según la psicología evolucionista
El propósito y la función de las fantasías sexuales se explican de forma bastante diferente desde una perspectiva evolutiva. La literatura investigativa en esta área ha sugerido que en términos de fantasías sexuales es más probable que las mujeres den prioridad a sus propias sensaciones físicas y emocionales, mientras que los hombres evocan imágenes de parejas sexuales. Las mujeres también son más propensas a fantasear con una única persona con quien han compartido una historia, o con quien desean mantener una relación a largo plazo. A lo largo del tiempo, se sugiere, ha resultado ventajoso para los hombres copular con mujeres jóvenes y fértiles. Los hombres, se sugiere, han desarrollado la capacidad de descifrar los «rasgos jóvenes» de sus parejas reproductivas: piel sana, pelo grueso, labios carnosos, etcétera. En comparación, las mujeres se ven impulsadas a reproducirse sobre la base de la inversión parental y de un acervo genético de calidad que posee el hombre. Desde una perspectiva femenina, los riesgos de copular con múltiples parejas masculinas superan con creces cualquier beneficio potencial. Por lo tanto, para esta perspectiva no es de extrañar que los machos visualicen rasgos físicos específicos, cuyos orígenes y finalidad se encuentran en la evolución. También se deduce de esto que, mientras los hombres se proyectan hacia el exterior, viendo a las mujeres como un medio para obtener placer sexual, las mujeres se han condicionado a permanecer pasivas en este papel. Lo hacen bajo la atenta mirada de la atención sexual masculina, para fantasear con una pareja específica y especial.

## Perspectivas sociales y culturales

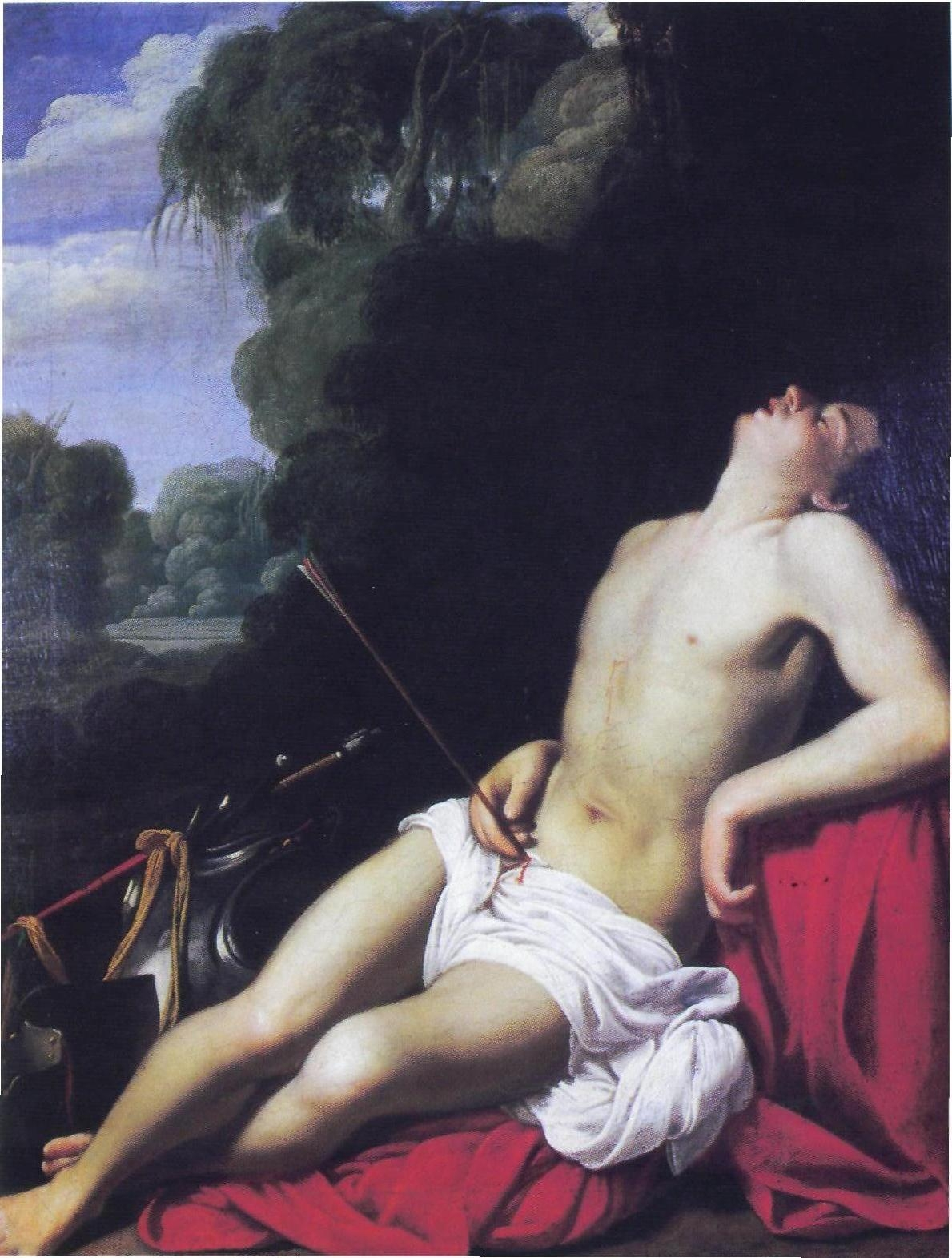
Históricamente, san Sebastián ha sido representado tanto como un icono religioso como una figura de fantasía sexual encubierta.

Las perspectivas sociales sobre la fantasía sexual (y el sexo en general) difieren a lo largo de todo el mundo. Qué tan privada es una persona en hablar sobre sus fantasías depende en gran medida de condiciones sociales. Debido a la condición de tabú de las fantasías sexuales en muchos lugares del mundo, está prohibido explícita o tácitamente hablar abiertamente de ellas—o incluso admitirlas—, lo que obliga a mantenerlas en privado. En condiciones más laxas, una persona puede compartir sus fantasías con amigos íntimos, con su pareja o con un grupo de personas con las que se sienta cómoda.
La aceptación moral y el estudio formal de las fantasías sexuales en la cultura occidental son relativamente nuevos. Antes de su aceptación, las fantasías sexuales se consideraban malignas o pecaminosas, y solían verse como pensamientos horribles sembrados en la mente de las personas por «agentes demoniacos». Incluso cuando los psicólogos se mostraron dispuestos a aceptar y estudiar las fantasías, mostraban poca comprensión y llegaron a diagnosticar fantasías sexuales en las mujeres como un signo de histeria. Antes de principios del siglo XX, muchos expertos consideraban que las fantasías sexuales (sobre todo en las mujeres) eran anormales. Por ejemplo, Sigmund Freud sugirió que quienes experimentaban fantasías sexuales se sentían sexualmente privados o frustrados o que carecían de estimulación y satisfacción sexuales adecuadas. A lo largo de varias décadas, las fantasías sexuales se hicieron más aceptables a medida que se publicaban obras y recopilaciones notables, como «Morality, Sexual Facts and Fantasies"» de la Patricia Petersen, los Informes Kinsey de Alfred Kinsey, Erotic Fantasies: A Study of the Sexual Imagination, de Phyllis y Eberhard Kronhausen, o Mi jardín secreto, de Nancy Friday. Hoy en día, se consideran elementos naturales y positivos de la propia sexualidad, y a menudo se utilizan para mejorar las prácticas sexuales, tanto en entornos normales como en terapia individual o de pareja. Muchos cristianos creen que la Biblia prohíbe las fantasías sexuales con personas que no sean el cónyuge, con base en Mateo 5:28. Otros creen que Pablo incluye las fantasías cuando condena las obras de la carne, como la «inmoralidad» o la «impureza». A pesar de las actitudes relativamente laxas del mundo occidental hacia la fantasía sexual, muchas personas en otros lugares todavía sienten vergüenza y culpa por sus fantasías. Esto puede contribuir a la disfunción sexual personal, y regularmente conduce a una disminución de la calidad de la vida sexual de la pareja. 
Debido a los preceptos sociales, las fantasías sexuales que involucran la infidelidad son mal vistos, incluyendo muchas veces a la misma persona que los padece, existiendo un sentimiento de culpa y arrepentimiento. Según estudios realizados la existencia de fantasías sexuales no es un factor determinante a la hora de ser infiel a la pareja, pero las personas que son infieles tienden a tener más fantasías sexuales que el promedio.
Las nuevas tecnologías de comunicación desarrolladas en el siglo XXI, han creado nuevas fantasías sexuales relacionadas con la capacidad de comunicación. Estas tecnologías además han facilitado la puesta en práctica de fantasías sexuales previamente existentes.
Actualmente se comienza a aceptar el desarrollo de fantasías sexuales en pareja. Estas fantasías desarrolladas en pareja suelen mantenerse fuera del conocimiento de los círculos sociales que la rodean. Aquellas relaciones que implican la participación pasiva o activa de otras personas, dentro de la propia pareja, no son consideradas infidelidades al contar con el deseo, conocimiento y autorización de ambos.

## Diferencias de género

### Origen y tipos de fantasías sexuales
Se han llevado a cabo numerosas investigaciones que han puesto de manifiesto varias diferencias de género en el contenido y tipo de fantasías sexuales. Un estudio de 1978 en los Estados Unidos encontró que los hombres tienden a fantasear sobre experiencias sexuales pasadas, mientras que las mujeres son más propensas a evocar un amante imaginario o un encuentro sexual que no han experimentado previamente. Un estudio de 2006 en la India encontró que las fantasías masculinas tienden a centrarse más en imágenes visuales y detalles anatómicos explícitos, y que los hombres están más interesados en la estimulación sexual visual y fantasías sobre encuentros sexuales casuales, independientemente de su orientación sexual.
Por otro lado, las fantasías de las mujeres tienden a centrarse más en la estimulación sexual mental y contienen más elementos de emoción y conexión. Así, las mujeres son más propensas a relatar fantasías sexuales románticas con un alto contenido de intimidad y afecto, por ejemplo asociando a su pareja masculina con el heroísmo y viéndolos como salvadores caballerescos. La psicología evolucionista explica este hallazgo sugiriendo que las mujeres podrían mostrar compromiso con su pareja masculina a cambio de que él invierta recursos en ayudar a criar a sus hijos, aumentando así las posibilidades de supervivencia de éstos.
Algunos de los patrones que han surgido con frecuencia en la investigación (que ha sido en su mayoría llevada a cabo en los Estados Unidos y Europa) incluyen una mayor tendencia de los hombres a reportar fantasías sexuales que entran en las siguientes categorías: exploratorias, íntimas, impersonales y sadomasoquistas. Las fantasías exploratorias incluyen fantasías de encuentros homosexuales o de sexo en grupo, mientras que fantasías de ver a otras personas manteniendo relaciones sexuales o el fetichismo se clasifican como fantasías sexuales impersonales. Las mujeres también suelen reportar fantasías con una pareja del mismo sexo o con una persona famosa, aunque se ha observado que ambos sexos prefieren las fantasías íntimas (incluidas fantasías de sexo oral o de sexo al aire libre) a los otros tres tipos señalados.

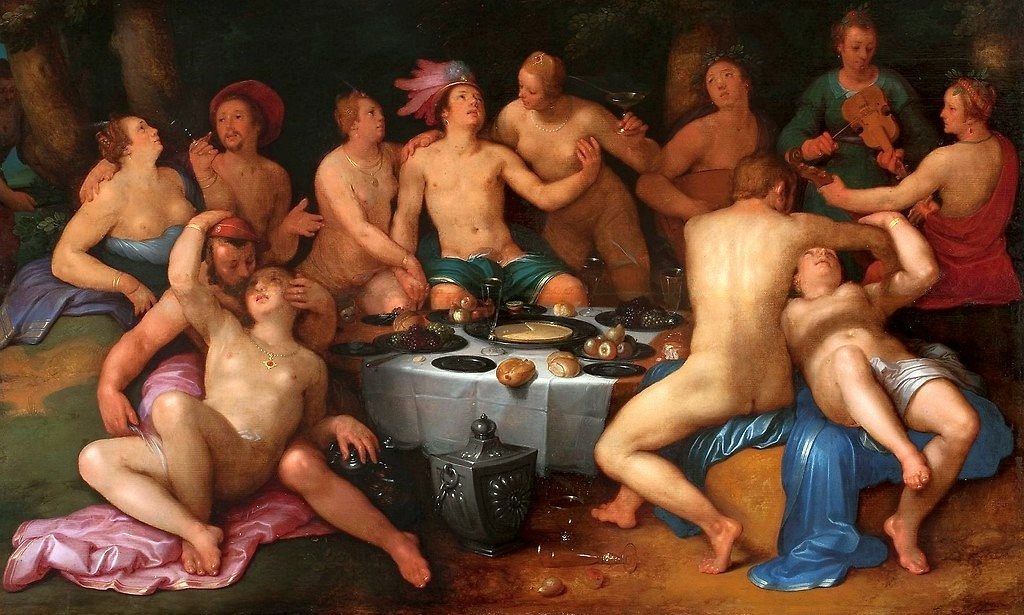
Representación artística del sexo en grupo, una fantasía sexual más común entre los hombres. Hecha por Cornelis van Haarlem en 1615.

Otra forma en que difieren los sexos es que los hombres son mucho más propensos a fantasear con tener múltiples parejas sexuales (es decir, hacer tríos u orgías) en comparación con las mujeres y buscan una mayor variación de parejas en sus fantasías sexuales. La psicología evoluticionista sugiere que esto puede deberse a la capacidad de los hombres de producir mucha descendencia a la vez fecundando a varias hembras, y por tanto predice que los varones estarán mucho más abiertos al concepto de parejas múltiples para aumentar el éxito reproductivo y continuar su línea genética.
Los sexos también difieren en sus fantasías sobre dominación y sumisión. Los hombres fantasean mucho más con la dominación que con la sumisión, mientras que las mujeres fantasean mucho más con la sumisión que con la dominación. A pesar de estas diferencias, muchas personas no se ajustan a estos estereotipos sexuales de género, y ni la sexualidad masculina es innatamente agresiva, ni la femenina intrínsecamente pasiva, y es posible que la frecuencia de fantasías de acuerdo con tales estereotipos disminuya con la edad.
A la vez, las fantasías sexuales pueden variar como resultado de diferencias individuales, como la personalidad o experiencias de aprendizaje, y no del género per se. En efecto, se ha sugerido que las diferencias de género en las fantasías sexuales se han de hecho reducido con el tiempo, y pueden seguir disminuyendo, por ejemplo en lo que respecta a la variedad de fantasías sexuales y la cantidad de fantasías reportadas por cada uno de los sexos.
| Porcentaje de fantasía (%) | Porcentaje de fantasía (%) | Porcentaje de fantasía (%) |
| -------------------------- | -------------------------- | -------------------------- |
|                            | Hombres                    | Mujeres                    |
| Sexo grupal                | 42                         | 16                         |
| Persona famosa             | 16                         | 27                         |
| Homosexualidad             | 10                         | 19                         |
| Sexo con desconocidos      | 33                         | 39                         |

### Edad
Se ha observado que la edad a la que se experimenta por primera vez una fantasía sexual difiere según el sexo. Los varones tienden a reportarlas a una edad más temprana, normalmente entre los 11 y los 13 años, y las describen como de contenido más explícito. Temas comunes a ambos sexos en relación con las primeras fantasías sexuales incluyen el sexo con famosos (p. ej., estrellas de cine) y también con profesores o profesoras. Se ha observado que las preferencias de los dos géneros en cuanto a fantasías sexuales también cambian en función de la edad. Por ejemplo, se ha descubierto que los hombres más jóvenes reportan más fantasías con múltiples parejas, una tendencia que disminuye con la edad, mientras que las fantasías homosexuales aumentan ligeramente. En el caso de las mujeres, las fantasías con desconocidos y con parejas del mismo sexo se mantienen relativamente estables a lo largo de la vida.

### Fantasías sexuales parafílicas
También se han encontrado diferencias de sexo en lo que respecta a fantasías parafílicas (es decir, las que se consideran atípicas). Algunos ejemplos de fantasías sexuales parafílicas son el incesto, el voyeurismo, el fetichismo travestista, el sexo con animales o la pedofilia. Según un estudio, más del 60% de los hombres admitieron tener una fantasía sexual que implicaba mantener relaciones sexuales con una pareja menor de edad, y el 33% de los varones declararon tener fantasías de violación. Junto con otras fantasías sexuales, se cree que la edad de aparición de las fantasías sexuales parafílicas suele ser antes de los 18 años, aunque se ha descubierto que esto varía según la f
|                                      | Edad de aparición (años: meses) |
| ------------------------------------ | ------------------------------- |
| Travestismo                          | 13:6                            |
| Fetichismo                           | 16:0                            |
| Voyerismo                            | 17:4                            |
| Pedofilia heterosexual no incestuosa | 21:1                            |
| Pedofilia homosexual no incestuosa   | 18:2                            |

Las fantasías sexuales inusuales son más comunes en los hombres, y fantasías como las de orinar sobre la pareja sexual y de ser orinado son significativamente mayores entre los hombres. El Manual Diagnóstico y Estadístico de los Trastornos Mentales Cuarta Edición (DSM-IV) afirma que las parafilias rara vez se diagnostican en mujeres, con la excepción del masoquismo sexual. Además, se ha observado que la excitación sexual es mayor en los hombres que en las mujeres cuando se les pide que piensen en participar en una actividad sexual parafílica. Sin embargo, es posible que las parafilias se reporten con menos frecuencia en las mujeres porque no se investigan lo suficiente en ellas. Las fantasías sexuales parafílicas en las mujeres incluyen el sadismo sexual, el exhibicionismo y la pedofilia.

### Fantasías sexuales llevadas a la práctica
Es posible que las fantasías sexuales tengan más probabilidades de llevarse a la práctica en la vida real en la sociedad contemporánea debido a las actitudes más liberalizadas hacia el tema del sexo, que antes era tabú, y al mayor conocimiento de la variedad de experiencias sexuales que existe en la actualidad. Es más probable que las mujeres lleven a la práctica sus fantasías sexuales que los hombres, ya que se ha sugerido que fantasean con actividades sexuales dentro de su rango de experiencia, lo que por lo tanto hace más posible que sean llevadas a la práctica. Se ha investigado la relación entre las fantasías sexuales que implican dominación (p. ej., fantasías de violación) y la probabilidad de mostrar un comportamiento agresivo en la vida real, habiéndose encontrado conexiones en relación con delitos sexuales cometidos por hombres y fantasías de coerción sexual. Esto puede ser especialmente probable si el individuo muestra altos niveles de rasgos psicopáticos.

### Marcos teóricos
Dado que numerosas variables influyen en la fantasía sexual, las diferencias entre géneros pueden examinarse a través de múltiples marcos teóricos. El construccionismo social predice que la socialización sexual es un fuerte predictor de la fantasía sexual y que las diferencias de género son el resultado de influencias sociales. Desde esta perspectiva, se cree que la sexualidad femenina es más maleable, ya que está influida en mayor medida por perspectivas y expectativas culturales sobre cómo deben pensar y comportarse las mujeres. Por el contrario, la psicología evolucionista y la sociobiología predicen que la tendencia a tener fantasías sexuales está predispuesta por factores biológicos. Por ejemplo, algunos estudios han descubierto que las mujeres prefieren fantasear con amantes conocidos, mientras que las fantasías sexuales masculinas implican parejas anónimas.
Una explicación social construccionista podría decir que esto se debe a que las mujeres son educadas para ser castas y selectivas con los hombres, mientras que la teoría evolutiva podría afirmar que las mujeres ancestrales preferían la seguridad reproductiva de tener una sola pareja, de modo que serle fiel supondría una mayor probabilidad de que él invirtiera recursos en ella y en su descendencia, una idea que sigue arraigada en las mujeres modernas de hoy en día. La psicología evolucionista también puede ayudar a comprender el hecho de que las mujeres tengan una mayor proporción de fantasías sexuales con celebridades masculinas. La teoría sugiere que esta estrategia de apareamiento puede haber sido ventajosa para nuestros antepasados femeninos, ya que la afiliación a un hombre de alto estatus aumenta la tasa de supervivencia de la descendencia a través de la protección y la provisión de recursos materiales.

## Salud
Es recomendado por los especialistas en sexología que las parejas estables lleven sus fantasías sexuales a la realidad en forma de juegos sexuales, esto con el fin de reavivar la vida sexual de la pareja.
Las fantasías sexuales son consideradas patológicas cuando empiezan a realizarse y esto comienza a afectar la vida del individuo o cuando se constituyen la única forma de llegar al orgasmo. En estos casos se cae en el campo de las parafilias, donde el objetivo sexual está precedido por fantasías y deseos sexuales compulsivos que deben llevarse a cabo y la copulación de los miembros de la pareja no es el fin del acto sexual sino realizar la situación generada por la obsesión del individuo.
El tener pocas fantasías sexuales o carecer de ellas puede ser indicador de una personalidad normal, de una patología conocida como deseo sexual hipoactivo o DSH o también de un cuadro de estrés y baja autoestima que esté afectando a la persona.